# 스타르셰

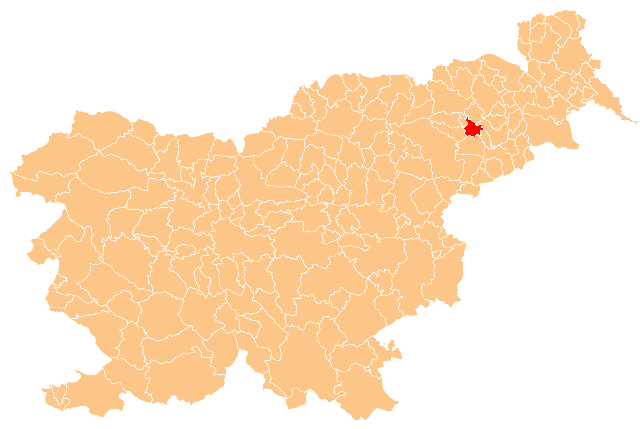
스타르셰의 위치

스타르셰(슬로베니아어: Starše, 독일어: Altendorf in Steiermark 알텐도르프인슈타이어마르크[*])는 슬로베니아의 도시로 면적은 34.0km2, 높이는 283m, 인구는 3,955명(2002년 기준), 인구 밀도는 116.3명/km2이다.